# 364 Isara
364 Isara este un asteroid din centura principală, descoperit pe 19 martie 1893, de Auguste Charlois.